# Soumaïla Tassembedo
Soumaïla Tassembedo (ur. 27 listopada 1983 w Peni-Houet) – burkiński piłkarz grający na pozycji prawego obrońcy.

## Kariera klubowa
Karierę piłkarską Tassembedo rozpoczął w klubie Étoile Filante Wagadugu. W jego barwach zadebiutował w 2000 roku w pierwszej lidze burkińskiej. Grał w nim do 2004 roku. W 2001 roku wywalczył z nim mistrzostwo Burkiny Faso, a z klubem tym zdobył także Puchar Burkiny Faso (2000, 2001, 2003) i Superpuchar Burkiny Faso (2003).
Na początku 2005 roku Tassembedo został piłkarzem mołdawskiego Sheriffu Tyraspol, w którym przez 3,5 roku grał wraz z rodakami: Ibrahimem Gnanou, Benem Idrissą Derme, Wilfriedem Balimą i Florentem Rouambą. W latach 2005–2008 czterokrotnie z rzędu wywalczył mistrzostwo Mołdawii. Z Sheriffem zdobył też Puchar Mołdawii (2006 i 2008) oraz Superpuchar Mołdawii (2005, 2007).
W 2009 roku Tassembedo wrócił do Étoile Filante Wagadugu. W latach 2011–2013 grał w Santos FC.

## Kariera reprezentacyjna
W reprezentacji Burkiny Faso Tassembedo zadebiutował w 2001 roku. W 2002 roku był powołany do kadry na Puchar Narodów Afryki 2002. Na nim zagrał trzykrotnie: z Republiką Południowej Afryki (0:0), z Marokiem (1:2) i z Ghaną (1:2). W kadrze narodowej grał do 2008 roku i rozegrał w niej 22 mecze.